# 约瑟夫·阿勒贝格
约瑟夫·阿勒贝格（德語：Josef Allerberger，1924年12月24日—2010年3月2日），是一名隶属于纳粹德国国防军第3山地师第144山地團第2營的奧地利裔狙击手，活跃于第二次世界大战的東部戰場，至德國戰敗時個人获257人確認狙殺數。

## 生平
约瑟夫在1942年12月到東部戰場報到的時候，只有18歲，是個機槍兵；在斯塔夫羅波爾之役中约瑟夫不幸受傷，他在養傷期間還嘗試擄獲一把蘇聯狙擊槍。最後他終於以狙擊的方式擊殺27人之後獲選進入塞塔尔山（Seetaleralpe）接受狙擊訓練。
結訓後陸軍發配一把搭配放大6倍光學瞄準鏡的Kar98k卡賓槍；不過约瑟夫宣稱他一直都使用他親自擄獲的俄製狙擊槍（很有可能是一把莫辛-納甘步槍），後來才改用己方的Kar98k卡賓槍；至於瓦尔特製造的Gew 43步枪约瑟夫也會視情形而定，用來執行任務。
约瑟夫在戰鬥中為人津津樂道的是，他會運用受訓時所學到的技巧，將一把去除掉傘布的傘骨架加上樹葉，然後將這把傘架在他面前，就變成了迷彩偽裝的隱體。這樣的隱體不僅輕便又可以在不用時收藏攜帶，並且幾乎到處都可以使用。

## 授獎
據說约瑟夫所獲頒的勳章中，地位崇高的騎士勳章是由陸軍元帥斐迪南·舍納爾所頒發的，頒發日期為1945年，但是這一次頒獎卻沒有官方紀錄，因為在戰爭的最末期階段所有的事情都呈現混亂，除了存活下來的人能夠以回憶口述之外，文字紀錄的存在是不應該再強求的事。

## 結局
2005年，「東部戰場的狙擊手：騎士勳章得主泽普·阿勒贝格的回憶錄」（"Sniper on the Eastern Front: The Memoirs of Sepp Allerberger, Knight's Cross"，ISBN 1-84415-317-7）出版，本書由阿尔布雷希特·瓦克（Albrecht Wacker）經由與约瑟夫的訪談後著作並且出版。其書內容透露当时的蘇聯士兵以自己战友屍體為食的情况。

## 附記
约瑟夫與知名演員阿諾·施瓦辛格是為同鄉。